# Rosellinia hughesii
Rosellinia hughesii är en svampart som beskrevs av L.E. Petrini 2003. Rosellinia hughesii ingår i släktet Rosellinia och familjen kolkärnsvampar.   Inga underarter finns listade i Catalogue of Life.